# Comunitat (ecologia)
Una comunitat, en ecologia, és un tros d'un ecosistema caracteritzat per un inventari d'espècies on les més abundants i representatives són anomenades dominants i usualment en denominen els tipus. Ecosistema i comunitat són termes que no pressuposen cap dimensió o nivell d'estructuració. En canvi, una biocenosi és una unitat funcional, és a dir, corresponent a sistemes o subsistemes tan tancats i autàrquics com sigui possible, definits de manera que l'intercanvi de matèria i energia a través de les seves fronteres acceptades sigui mínim. Comunament aquestes fronteres es fan coincidir amb diferències brusques en la distribució de plantes i animals (límits aigua-terra, roca-sòl). No viuen tot l'any en el mateix lloc són nomades. Per ser escasses les espècies d'organització adaptada a distribuir la durada de la seva vida entre residències ecològiques molt dispars, normalment es pressuposa que els intercanvis de matèria són prou petits per a ser negligibles, fet que de vegades no és sempre cert.
Sembla doncs més prudent parlar de comunitats i no referir-se a biocenosi a l'hora d'atribuir a un conjunt d'espècies un nom que les agrupi segons la seva estratègia ecològica, puix que molts cops aquests diferents grups tenen una certa interdependència.